# Timo Letschert
Timo Letschert (Purmerend, 25 mei 1993) is een Nederlands betaald voetballer die doorgaans als centrale verdediger speelt.

## Clubcarrière
Letschert begon met voetballen bij SDOB. Bij deze club werd hij gespot door scouts van Ajax, waar hij in de jeugdopleiding terechtkwam. In 2008 verliet hij de club als C-junior, omdat hij op fysiek vlak tekortkwam in vergelijking met zijn leeftijdsgenoten. Hierna werd Letschert opgepikt door HFC Haarlem. Na twee jaar kwam hij weer in de jeugd van een Eredivisieclub terecht, toen hij in de gedeelde jeugdopleiding van sc Heerenveen en FC Emmen opgenomen werd. Na twee jaar vertrok Letschert uit Friesland. Hierop mocht hij, toen nog actief als middenvelder, op proef komen bij FC Groningen. Met succes wist Letschert een contract af te dwingen.

### FC Groningen
Letschert debuteerde in het seizoen 2012/13 in het eerste elftal van FC Groningen. Op 13 april 2013 mocht hij zijn eerste wedstrijd spelen, toen op bezoek bij Heracles Almelo met 0–2 werd gewonnen door doelpunten van David Texeira en Leandro Bacuna. Letschert mocht van coach Robert Maaskant in de basis starten. In de vijfentachtigste minuut werd hij gewisseld en kwam Maikel Kieftenbeld voor hem in het veld. In zijn eerste seizoen speelde Letschert drie wedstrijden in het eerste elftal van FC Groningen. In mei 2013 verlengde hij zijn contract bij de club met twee jaar. Op 25 augustus 2013 speelde hij zijn vierde wedstrijd van het nieuwe seizoen in het eerste elftal (allemaal in de basis), tegen Go Ahead Eagles. Bij een achterstand van 3–2 krijgen in twee minuten tijd zowel Krisztián Adorján en Letschert een rode kaart van scheidsrechter Jeroen Sanders. Uiteindelijk tekent invaller Género Zeefuik toch nog voor de 3–3. Na een week geschorst te zijn geweest, keerde de centrumverdediger terug voor de wedstrijd tegen sc Heerenveen. Tijdens deze wedstrijd werden door Danny Makkelie drie rode kaarten uitgedeeld. Letschert mocht na elf minuten inrukken en later werden ook Mitchell Dijks (sc Heerenveen) en Tjaronn Chery (FC Groningen) nog uit het veld gestuurd. sc Heerenveen won het duel met 4–2. Eind oktober 2013 werd Letschert disciplinair geschorst door de clubleiding van FC Groningen omdat hij geen genoegen nam met een plek op de reservebank. Na zijn disciplinaire schorsing speelde de centrumverdediger nog twee wedstrijden in het eerste elftal van FC Groningen en op 30 januari 2014 kwamen beide partijen tot de beslissing om het contract met wederzijds goedkeuren te ontbinden.

### Roda JC
Een dag na het ontbinden van zijn contract bij FC Groningen, werd Letschert vastgelegd door Roda JC. Hij ondertekende een contract voor de duur van één seizoen met een optie op twee jaar extra. Een week na het tekenen van zijn contract in Kerkrade, op 8 februari, mocht de verdediger zijn debuut maken voor zijn nieuwe club. Op bezoek bij NAC Breda werd met 2–0 verloren en Letschert mocht in de basis beginnen van Jon Dahl Tomasson. Hij speelde het gehele duel als rechtsback. In zijn eerste halve seizoen bij Roda JC speelde de verdediger elf wedstrijden. Met de Limburgse club ging het niet goed en er werd gestreden tegen degradatie uit de Eredivisie. Van de elf wedstrijden die Letschert speelde, werden slechts twee gewonnen. Op zaterdag 3 mei 2014 speelde Roda JC tijdens de laatste speelronde van het seizoen op bezoek bij Go Ahead Eagles. Letschert speelde de hele wedstrijd als controlerende middenvelder. Door een doelpunt van Davy De Beule won Roda JC deze wedstrijd. In Amsterdam wist directe concurrent N.E.C. echter een punt te pakken op bezoek bij Ajax: 2–2. Hierdoor degradeerde Roda JC naar de Eerste divisie als nummer laatst in de Eredivisie. Hier speelde Letschert de eerste vier wedstrijden mee als basisspeler bij de Kerkradenaren en hij speelde telkens negentig minuten. Eind augustus ontstond een conflict tussen Roda JC enerzijds en Letschert en zijn zaakwaarnemer Dick van Burik anderzijds. Die laatste stelde dat het contract van de verdediger niet rechtsgeldig zou zijn. Uiteindelijk leidde het conflict tot een arbitragezaak. De KNVB stelde dat het contract compleet rechtsgeldig was en dat een geïnteresseerde club een transfersom moest kunnen overleggen voor de diensten van Letschert.

### FC Utrecht
Letschert was na de aangespannen arbitragezaak niet meer welkom in het eerste elftal van Roda JC. Op 1 september, twee dagen na de uitspraak, nam FC Utrecht de verdediger op huurbasis over. Hierbij legde de club ook een contractuele optie tot koop vast. Zijn eerste wedstrijd voor de Domstedelingen speelde Letschert op 28 september, toen op bezoek bij FC Twente met 3–1 verloren werd. Coach Rob Alflen liet zijn nieuwe speler twaalf minuten voor het einde van de wedstrijd binnen de lijnen komen als vervanger van aanvoerder Mark van der Maarel. Op 19 oktober speelde Letschert zijn derde wedstrijd in dienst van FC Utrecht. Op bezoek bij FC Dordrecht mocht hij voor het eerst in de basis beginnen. Hij verving Christian Kum en speelde het gehele duel als linksback. Utrecht won met 1–3 in Dordrecht. In het seizoen 2014/15 speelde Letschert drieëntwintig wedstrijden in het eerste elftal van FC Utrecht. Van deze wedstrijden mocht hij negentien keer in de basis beginnen. De clubleidde lichtte in juni 2015 de optie in zijn contract en legde Letschert definitief vast. De centrumverdediger ondertekende een verbintenis tot medio 2018 in de Domstad. In het seizoen 2015/16 bleef Letschert een vaste basisspeler en hij vormde vaak een duo centraal in de defensie met Ramon Leeuwin of Van der Maarel. Op 29 augustus 2015 tekende hij voor zijn eerste doelpunt als professioneel voetballer. In eigen huis maakte hij in de blessuretijd van de tweede helft op aangeven van Sébastien Haller de 2–0 tegen zijn oude club FC Groningen, nadat Bart Ramselaar de score had geopend. Letschert plaatste zich dat seizoen met FC Utrecht voor de play-offs 2016. Hierin won hij met zijn ploeggenoten van PEC Zwolle, maar won Heracles Almelo daarna de beslissingswedstrijden om plaatsing voor de Europa League.

### Sassuolo
Letschert tekende in augustus 2016 contract tot medio 2020 bij Sassuolo, de nummer zes van de Serie A in het voorgaande seizoen. Dat betaalde ruim €4.000.000,- voor hem aan FC Utrecht. Letschert maakte op 25 augustus 2016 zijn debuut in het eerste elftal van Sassuolo. Die dag viel hij in de 72e minuut in voor Domenico Berardi tijdens een wedstrijd uit tegen Rode Ster Belgrado in de laatste voorronde van de Europa League. Het werd 1–1. Dat was in combinatie met een eerdere overwinning thuis voldoende om het hoofdtoernooi te bereiken. In de zomer van 2018 werd hij voor één seizoen verhuurd aan zijn oude club FC Utrecht.

### HSV
Hij tekende in juli 2019 een contract tot medio 2020 bij Hamburger SV, dat hem overnam van Sassuolo.

### AZ
Op 3 september 2020 werd bekend dat Letschert een driejarig contract zou tekenen in Alkmaar bij AZ. In het thuisduel met PEC Zwolle maakte hij zijn officiële debuut voor AZ. In een uitwedstrijd tegen FC Twente op 23 september 2021 werd hij na een fout na 23 minuten al gewisseld. Sindsdien kwam hij niet meer in actie voor AZ . Op 24 november kwam dan ook het nieuws dat Letschert bij AZ kan vertrekken. Op 22 augustus 2022 werd bekendgemaakt dat AZ het contract van Timo Letschert ontbonden heeft.

### Lyngby, Gwangju en Chengdu Rongcheng
Begin oktober 2022 vervolgde hij zijn loopbaan bij het Deense Lyngby BK waar hij een contract tot eind 2022 ondertekende. Vanaf januari 2023 komt hij uit voor de Zuid-Koreaanse promovendus Gwangju FC in de K-League. Vanaf februari 2024 komt hij uit voor het Chinese Chengdu Rongcheng FC in de Super League.

## Clubstatistieken
| Seizoen | Club         | Competitie     | Competitie | Competitie | Beker | Beker | Internationaal | Internationaal | Totaal | Totaal |
| Seizoen | Club         | Competitie     | Wed.       | Dlp.       | Wed.  | Dlp.  | Wed.           | Dlp.           | Wed.   | Dlp.   |
| ------- | ------------ | -------------- | ---------- | ---------- | ----- | ----- | -------------- | -------------- | ------ | ------ |
| 2012/13 | FC Groningen | Eredivisie     | 3          | 0          | 1     | 0     | —              | —              | 4      | 0      |
| 2013/14 | FC Groningen | Eredivisie     | 9          | 0          | 0     | 0     | —              | —              | 9      | 0      |
| 2013/14 | Roda JC      | Eredivisie     | 11         | 0          | 0     | 0     | —              | —              | 11     | 0      |
| 2014/15 | Roda JC      | Eerste divisie | 4          | 0          | 0     | 0     | —              | —              | 4      | 0      |
| 2014/15 | → FC Utrecht | Eredivisie     | 23         | 0          | 1     | 0     | —              | —              | 24     | 0      |
| 2015/16 | FC Utrecht   | Eredivisie     | 34         | 3          | 6     | 0     | —              | —              | 40     | 3      |
| 2016/17 | Sassuolo     | Serie A        | 9          | 0          | 0     | 0     | 3              | 0              | 12     | 0      |
| 2017/18 | Sassuolo     | Serie A        | 7          | 0          | 0     | 0     | 0              | 0              | 7      | 0      |
| 2018/19 | → FC Utrecht | Eredivisie     | 31         | 2          | 2     | 0     | —              | —              | 33     | 2      |
| 2019/20 | Hamburger SV | 2. Bundesliga  | 24         | 2          | 0     | 0     | —              | —              | 24     | 2      |
| 2020/21 | AZ           | Eredivisie     | 20         | 0          | 1     | 0     | 2              | 0              | 23     | 0      |
| Totaal  | Totaal       | Totaal         | 175        | 7          | 11    | 0     | 5              | 0              | 191    | 7      |

## Interlandcarrière
Nederland onder 21
Op 15 augustus 2013 maakte Letschert zijn debuut Nederland –21 in een vriendschappelijke wedstrijd tegen Tsjechië –21. Tweeëntwintig minuten voor het einde van de wedstrijd mocht de centrumverdediger van bondscoach Albert Stuivenberg invallen voor Mike van der Hoorn. De rest van het duel vormde hij een duo centraal achterin met Terence Kongolo. Hierna speelde Letschert in 2013 nog twee wedstrijden voor Jong Oranje.
| Interlands van Timo Letschert voor Nederland –21 | Interlands van Timo Letschert voor Nederland –21 | Interlands van Timo Letschert voor Nederland –21 | Interlands van Timo Letschert voor Nederland –21 | Interlands van Timo Letschert voor Nederland –21 | Interlands van Timo Letschert voor Nederland –21 |
| №                                                | Datum                                            | Wedstrijd                                        | Uitslag                                          | Competitie                                       | Goals                                            |
| Als speler bij FC Groningen                      | Als speler bij FC Groningen                      | Als speler bij FC Groningen                      | Als speler bij FC Groningen                      | Als speler bij FC Groningen                      | Als speler bij FC Groningen                      |
| ------------------------------------------------ | ------------------------------------------------ | ------------------------------------------------ | ------------------------------------------------ | ------------------------------------------------ | ------------------------------------------------ |
| 1                                                | 14 augustus 2013                                 | Tsjechië – Nederland                             | 1 – 0                                            | Vriendschappelijk                                |                                                  |
| 2                                                | 10 oktober 2013                                  | Georgië – Nederland                              | 0 – 6                                            | EK –21 2015 kwalificatie                         |                                                  |
| 3                                                | 14 oktober 2013                                  | Nederland – Finland                              | 0 – 3                                            | Vriendschappelijk                                |                                                  |

Nederland
Letschert werd in maart 2016 voor het eerst opgenomen in de selectie van het Nederlands voetbalelftal, voor vriendschappelijke duels met Frankrijk en Engeland. Bondscoach Danny Blind nam naast de verdediger ook mede-debutanten Mitchell Dijks en Vincent Janssen in zijn lijst op. Letschert bleef beide duels op de bank en werd sindsdien niet meer opgeroepen.